# Wilhelm Unger (Richter)
Wilhelm Heinrich Karl Alfons Unger, wegen der Namensgleichheit von Großvater, Vater und Sohn auch Wilhelm III. Unger (* 8. März 1849 in Lenzerwische; † 29. Januar 1910 in Threna) war ein deutscher Jurist.

## Leben
Wilhelm Unger wurde als Sohn des Landwirts, Gutspächters und Fotografen Wilhelm (II.) Unger (1821–1887) und dessen Frau Maria, geb. Lehste (1827–1869) geboren. Er war der Enkel des Herzoglich mecklenburg-strelitzschen Hofmalers Wilhelm (I.) Unger (1775–1855) und Nachkomme der weitverzweigten Malerfamilie Tischbein aus Haina in der Landgrafschaft Hessen-Kassel.
Nach seiner juristischen Ausbildung wurde Unger 1872 wurde er auf den preußischen Landesherrn vereidigt. 1877 wurde er Staatsanwaltschaftsgehilfe, 1879 Staatsanwalt, 1893 Erster Staatsanwalt. Als Tätigkeitsorte werden für diese Zeit Berlin und Prenzlau genannt. 1900 kam er an das Reichsgericht nach Leipzig. Er war im II. Strafsenat als Reichsgerichtsrat tätig. Er trat 1909 in den Ruhestand.
Wilhelm Unger war seit 1877 mit Helene von Sassen (1851–1935) verheiratet. Der Altorientalist und Hochschullehrer Eckhard Unger (1885–1966) war sein Sohn.